# Pogonioefferia utahensis
Pogonioefferia utahensis là một loài ruồi trong họ Asilidae. Pogonioefferia utahensis được Bromley miêu tả năm 1937. Loài này phân bố ở vùng Tân Bắc giới.